# Agrotis tephrina
Agrotis tephrina là một loài bướm đêm trong họ Noctuidae.